# Tyresö FF
Der Tyresö Fotbollförening war ein schwedischer Fußballverein aus Tyresö. Der Klub ist vor allem für seine Frauenmannschaft bekannt, die mehrere Spielzeiten in der Damallsvenskan antrat. Die Männermannschaft spielte zudem zwei Spielzeiten zweitklassig.

## Geschichte
Tyresö FF gründete sich 1971. Bereits sechs Jahre später erreichte die Männermannschaft des Klubs das vierte Spielniveau, ehe sie 1979 als Meister der Division 4 Stockholm Södra in die Drittklassigkeit aufstieg. Belegte sie in den ersten beiden Jahren den letzten Nichtabstiegsplatz, spielte die Mannschaft in den folgenden Jahren um den Aufstieg in die zweite Liga. Nach einem dritten und einem vierten Rang in den folgenden Spielzeiten, belegte der Klub in der Spielzeit 1984 den ersten Tabellenplatz der Division 3 Östra Svealand und nahm anschließend an der Aufstiegsrunde zur zweiten Liga teil. Dort gewann die Mannschaft mit 4:1 respektive 3:2 beide Spiele gegen IK Oddevold.
Das Niveau der zweithöchsten Spielklasse war zu hoch für den Tyresö FF. Mit sechs Saisonsiegen verabschiedete sich der Klub als Tabellenvorletzter der Nordstaffel gemeinsam mit Karlslunds IF und Falu BS aus der zweiten Liga. Als Staffelsieger qualifizierte sich die Mannschaft auf Anhieb für die Aufstiegsrunde, der direkte Wiederaufstieg misslang nach einem 3:2-Heimsieg und einer 0:1-Niederlage bei IFK Hässleholm aufgrund der Auswärtstorregel. Nachdem die Mannschaft bis auf den siebten Tabellenplatz abgerutscht war, wiederholte sie in der Spielzeit 1989 den Staffelsieg mit zwei Punkten Vorsprung auf das Trio IK Sleipner, Sandvikens IF und Nyköpings BIS. Wiederum konnte sie sich nicht in der zweiten Liga halten, bei 21 Saisonniederlagen gelang nur ein Sieg.
Als Absteiger platzierte sich Tyresö FF nur im hinteren Ligabereich. 1992 folgte der Absturz in die Viertklassigkeit, parallel ging der Stern der Frauenmannschaft auf. Als Zweitligameister gelang ihr im selben Jahr der erstmalige Sprung in die Damallsvenskan. In der Spielzeit 1993 belegte sie als Aufsteiger den achten Tabellenplatz. Auch die Männer waren erfolgreich und schafften den direkten Wiederaufstieg in die dritte Liga. Nach einem sechsten Platz in der Damallsenskan-Spielzeit 1994 fand sich die Frauenmannschaft in der Folge im Abstiegskampf wieder und musste Ende 1996 absteigen. Anschließend spielten sowohl die Frauen- als auch die Männermannschaft um den Aufstieg. Während die Frauen als Staffelsieger Ende 1998 die Rückkehr in die Damallsvenskan schafften, verpassten die Männer im selben Jahr erst in der Aufstiegsrunde nach einem 1:1-Unentschieden und einer 1:2-Niederlage gegen Östersunds FK einen erneuten Zweitligaaufenthalt. Die Frauen wiederum stiegen in der nächsten Saison als Tabellenletzter direkt wieder ab.
In der Folge ging es für die Männermannschaft von Tyresö FF stetig bergab, so dass sie bis in die Fünftklassigkeit abstieg.
Im April 2014 geriet die Betreibergesellschaft Tyresö FF AB des Vereins in finanzielle Engpässe und konnte nur noch einen Teil der Gehälter zahlen, so dass viele Spielerinnen in der im April begonnenen Saison nicht mehr mitwirkten. Der Präsident Hans Lindberg verkündete zudem die Abgänge der brasilianischen Starspielerin Marta Vieira da Silva und den weiteren Führungsspielerinnen Caroline Seger und Verónica Boquete, deren Verträge ausliefen. In der Folge des finanziellen Engpasses verstrich der Abgabepunkt der Unterlagen zur Lizenzierung für die Saison 2015, woraufhin der schwedische Fußballverband am 30. April 2014 zunächst keine Lizenz für die Damallsvenskan erteilte. Gleichzeitig qualifizierte sich die Mannschaft im April 2014 nach 0:0 durch ein 3:0 im Rückspiel gegen Birmingham City LFC erstmals für das Finale der UEFA Women’s Champions League, wobei Birmingham-Trainer David Parker das in der Champions League noch hochkarätig besetzte Team als weibliche Galácticos bezeichnet hatte. Das Finale am 22. Mai 2014 verlor Tyresö nur knapp mit 3:4 gegen den deutschen Meister und Titelverteidiger VfL Wolfsburg, wobei auch hier Spielerinnen, die am Ligabetrieb nicht mehr teilnahmen, noch einmal mitspielten. Zwei Wochen nach der Finalniederlage entschloss sich der Traditionsverein, bei dessen Betreibergesellschaft im Juni die Insolvenz feststand, seinen Spielbetrieb in der Damallsvenskan einzustellen. Für die folgende Saison würde dies einen automatischen Abstieg in die viertklassige Division 2 bedeuten, wobei der Verein bisher noch eine weitere Frauenmannschaft in der, eine Spielklasse höher gelegenen, Division 1 besaß. 2015 wurde Tyresö Fotbollsförening neu gegründet und die Damenmannschaft, nahm in der Saison 2017 erstmals in der 3-klassigen Division 1 Södra Svealand teil. Mit Madelaine Edlund, wurde eine ehemalige Spielerin des Originalvereines Tyresö FF, Mannschaftskapitänin der Mannschaft. Als Spielstätte wird ab 2017, auch die alte Spielstätte des TFF das 2.700 Plätze fassende Adidas - Stadium dienen.

## Frauenfußball

### Geschichte
Parallel konnte sich die Frauenmannschaft im oberen Ligabereich halten und schaffte am Ende der Spielzeit 2009 ohne Saisonniederlage erneut die Rückkehr in die Damallsvenskan.

### Final-Saison-Kader 2014
Stand: 7. Juni 2014
| 01 | Tinja-Riikka Korpela | Finnland |
| 21 | Carola Söberg        | Schweden |

| 02 | Rilany             | Brasilien |
| 05 | Line Røddik Hansen | Danemark  |
| 08 | Lisa Klinga        | Schweden  |
| 16 | Rebecca Nyberg     | Schweden  |
| 19 | Isa Moreno         | Brasilien |
| 20 | Linnea Myrsten     | Schweden  |
| 23 | Linda Sembrant     | Schweden  |
| 25 | Lina Sundelin      | Schweden  |
| 88 | Mayara             | Brasilien |
| 99 | Augustine Ejangue  | Kamerun   |

| 07  | Lisa Dahlqvist          | Schweden  |
| 12  | Malin Diaz              | Schweden  |
| 15  | Johanna Rytting Kaneryd | Schweden  |
| 24  | Fanny Törnqvist         | Schweden  |
| 27  | Cassabdra Lund          | Schweden  |
| 28  | Filippa Pettersson      | Schweden  |
| 100 | Marta Vieira da Silva   | Brasilien |

| 10 | Temis Calderon Martinez | Spanien  |
| 11 | Madelaine Edlund        | Schweden |
| 26 | Julia Egelryd           | Schweden |
| 78 | Astrid Wemö Larsson     | Schweden |

## Erfolge
- Finalist UEFA Women’s Champions League: 2014[12]
- Meister der Damallsvenskan 2012[13]